# Заповедная улица (Москва)
Запове́дная у́лица — улица на севере Москвы, находится в районе Южное Медведково (Северо-восточный административный округ). Названа в 1978 году, так как на улице находится церковь Покрова Пресвятой Богородицы конца XVI — начала XVII веков, которая взята под охрану государства, т. е. «заповедана» как памятник архитектуры.

## Расположение
Заповедная улица описывает полукруг, начинаясь и заканчиваясь на проезде Дежнёва. Улица начинается как продолжение проезда Шокальского, описывает дугу до пересечения с Полярной улицей, а затем дугой возвращается на проезд Дежнёва недалеко от Ясного проезда.
Правая, чётная сторона занята жилыми строениями и учреждениями. 

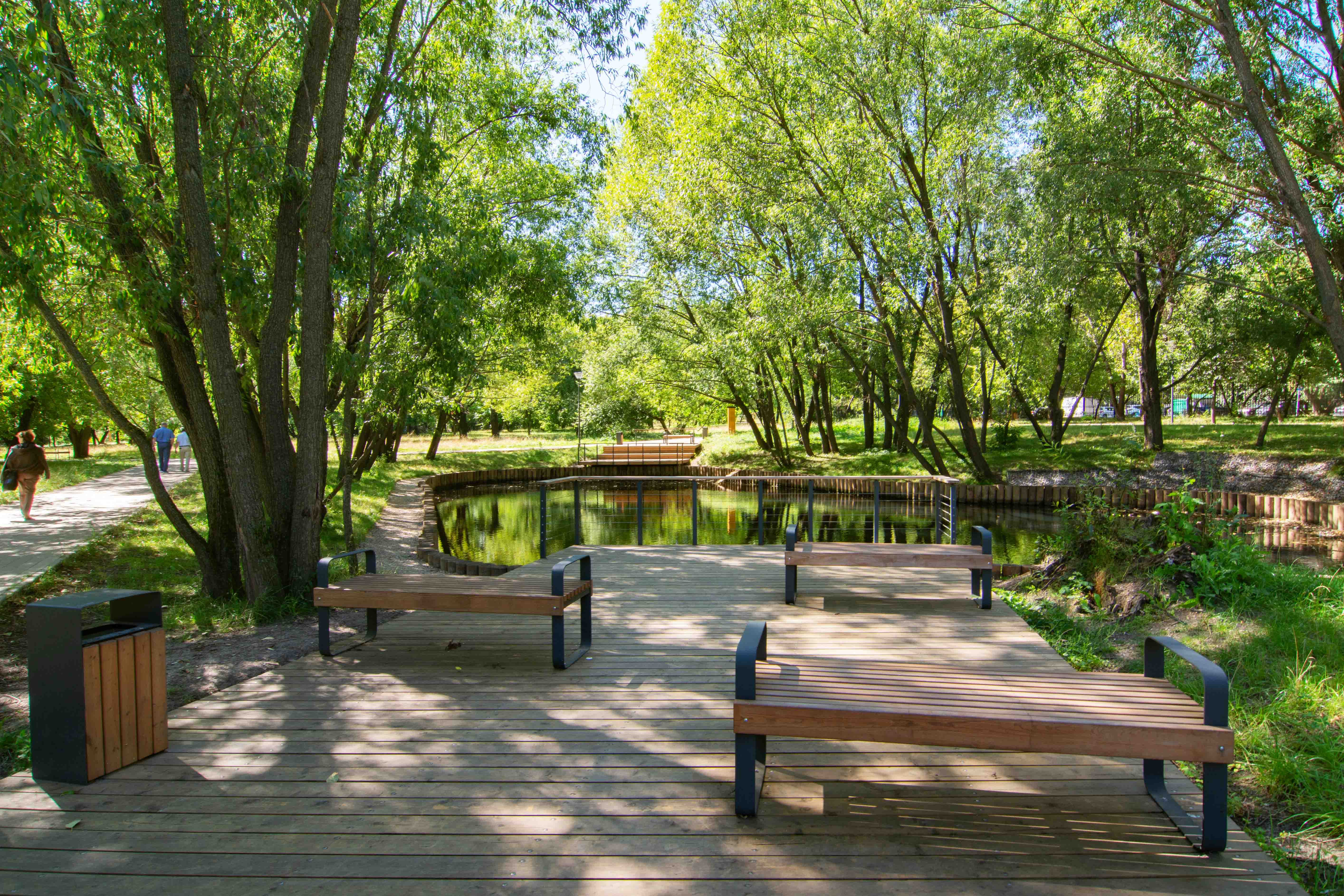
Парк в пойме реки Яузы вдоль Заповедной улицы

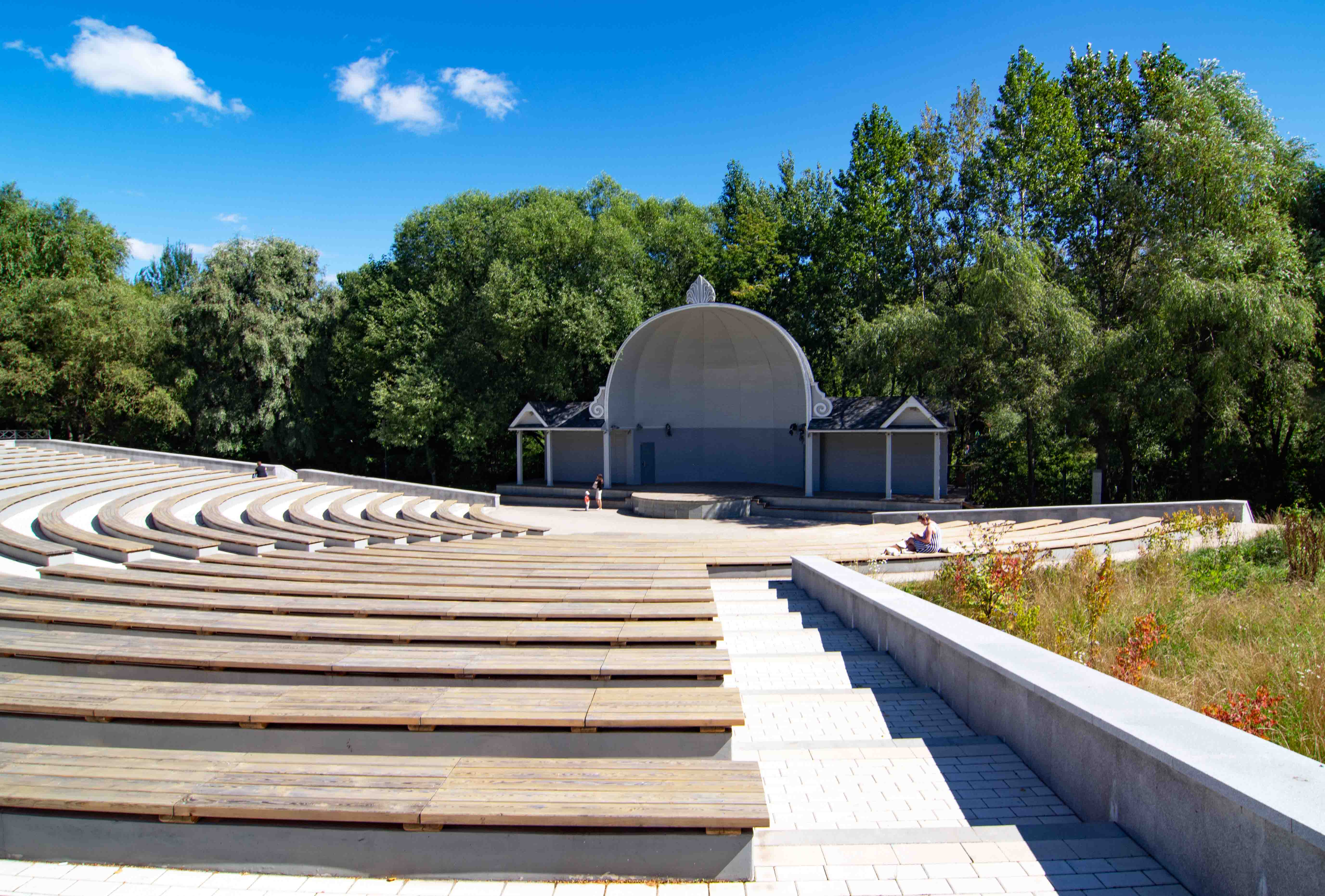
Эстрадная площадка «Певческое поле» после реконструкции

По левой, нечётной стороне улицы находится парковая зона в пойме реки Яузы, место впадения реки Чермянка в Яузу и зелёная зона, где располагается церковь Покрова и Медведковское кладбище.
В 2019 году территория парка в пойме Яузы вдоль Заповедной улицы была благоустроена по программе «Мой район». На месте недостроенного горнолыжного комплекса в зеленой зоне обустроили разновысотную смотровую площадку с деревянными прогулочными экотропами, разместили детские и спортивные площадки (тренажеры, футбольное поле с раздевалками), столы для игры в шахмат и беседки для пикника, а также проложили двухкилометровые велодорожки. В северной части парковой зоны располагается эстрадная площадка «Певческое поле», выполненная в виде амфитеатра площадью 1700 кв. м, рассчитанная на 1500 зрителей. Площадка была открыта больше 10 лет назад для выступлений воспитанников находящейся неподалёку детской музыкальной хоровой школы «Весна». В 2019 году амфитеатр отреставрировали — обновили скамейки, привели в порядок сцену и установили архитектурно-художественную подсветку.

## Учреждения и организации
По нечётной стороне:
- Владение 7А — Медведковское кладбище;

По чётной стороне:
- №  12 — образовательный центр № 1482;
- №  22 — общеобразовательная школа № 956;
- №  52 — Церковь Покрова Пресвятой Богородицы; воскресная школа при церкви Покрова Пресвятой Богородицы.

## Транспорт
- По Заповедной улице проходят автобусы 380 и 628 (от перекрёстка с Кольской улицей до западного примыкания к проезду Дежнёва)